# Encolhimento de ombros
O encolhimento de ombros é um exercício em treinamento com pesos. Para executá-lo, a pessoa permanece ereta, segurando pesos e elevando os ombros o mais alto possível, e posteriormente abaixando os ombros, sem dobrar os cotovelos. É um exercício usado para desenvolver o músculo trapézio.